# مولو (مرند)
مولو هي قرية في مقاطعة مرند، إيران. في تعداد عام 2006 ، لوحظ وجودها، ولكن لم يتم الإبلاغ عن سكانها.